# Twilight (コブクロの曲)
「Twilight」（トワイライト）は、コブクロの3作目の配信限定シングル。2014年11月8日にワーナーミュージック・ジャパンから発売された。

## 解説
映画『トワイライト ささらさや』の主題歌として書き下ろされた曲。また、コブクロが2014年9月から行っていた3か月連続新曲発表の第3弾楽曲。
シングル「奇跡」にカップリングとして収録される。

## 収録曲
作詞・作曲：小渕健太郎　編曲：コブクロ
1. Twilight
  - ワーナー・ブラザース映画配給映画『トワイライト ささらさや』主題歌

## 収録アルバム
- TIMELESS WORLD
- ALL TIME BEST 1998-2018
- Seasons Selection〜Winter〜
- ALL SEASONS BEST